# Harold Starr
Harold Starr (né le 6 juillet 1906 à Ottawa, province de l'Ontario au Canada - mort le 25 septembre 1981) est un joueur professionnel canadien de hockey sur glace. Il évoluait au poste de défenseur,.

## Carrière de joueur
En 1929, il a commencé sa carrière professionnelle avec les Sénateurs d'Ottawa dans la Ligue nationale de hockey. Il a également porté les couleurs des Maroons de Montréal, des Red Wings de Détroit et des Rangers de New York. Il met un terme à sa carrière en 1936.

## Statistiques
| Saison     | Équipe                | Ligue      |     | Saison régulière | Saison régulière | Saison régulière | Saison régulière | Saison régulière |    | Séries éliminatoires | Séries éliminatoires | Séries éliminatoires | Séries éliminatoires | Séries éliminatoires |
| Saison     | Équipe                | Ligue      | PJ  | B                | A                | Pts              | Pun              | PJ               | B  | A                    | Pts                  | Pun                  |                      |                      |
| 1929-1930  | Sénateurs d'Ottawa    | LNH        | 27  | 2                | 1                | 3                | 12               | 2                | 1  | 0                    | 1                    | 0                    |                      |                      |
| 1930-1931  | Sénateurs d'Ottawa    | LNH        | 36  | 2                | 1                | 3                | 48               | --               | -- | --                   | --                   | --                   |                      |                      |
| 1931-1932  | Maroons de Montréal   | LNH        | 46  | 1                | 2                | 3                | 47               | 4                | 0  | 0                    | 0                    | 0                    |                      |                      |
| 1932-1933  | Sénateurs d'Ottawa    | LNH        | 31  | 0                | 0                | 0                | 30               | --               | -- | --                   | --                   | --                   |                      |                      |
| 1932-1933  | Canadiens de Montréal | LNH        | 15  | 0                | 0                | 0                | 6                | --               | -- | --                   | --                   | --                   |                      |                      |
| 1933-1934  | Bulldogs de Windsor   | LIH        | 41  | 5                | 2                | 7                | 40               |                  |    |                      |                      |                      |                      |                      |
| 1933-1934  | Maroons de Montréal   | LNH        | 1   | 0                | 0                | 0                | 5                | 3                | 0  | 0                    | 0                    | 0                    |                      |                      |
| 1934-1935  | Bulldogs de Windsor   | LIH        | 15  | 0                | 0                | 0                | 12               |                  |    |                      |                      |                      |                      |                      |
| 1934-1935  | Red Wings de Détroit  | LNH        | 2   | 1                | 1                | 2                | 5                | --               | -- | --                   | --                   | --                   |                      |                      |
| 1934-1935  | Rangers de New York   | LNH        | 30  | 0                | 0                | 0                | 26               | 4                | 0  | 0                    | 0                    | 2                    |                      |                      |
| 1935-1936  | Rangers de New York   | LNH        | 15  | 0                | 0                | 0                | 12               | --               | -- | --                   | --                   | --                   |                      |                      |
| 1935-1936  | Falcons de Cleveland  | LIH        | 16  | 1                | 1                | 2                | 19               |                  |    |                      |                      |                      |                      |                      |
| Totaux LNH | Totaux LNH            | Totaux LNH | 203 | 6                | 5                | 11               | 191              | 13               | 1  | 0                    | 1                    | 2                    |                      |                      |